# Zittergräser
Zittergräser (Briza) sind eine Pflanzengattung innerhalb der Familie der Süßgräser (Poaceae). Die nur noch fünf Arten sind in Eurasien verbreitet.

## Beschreibung

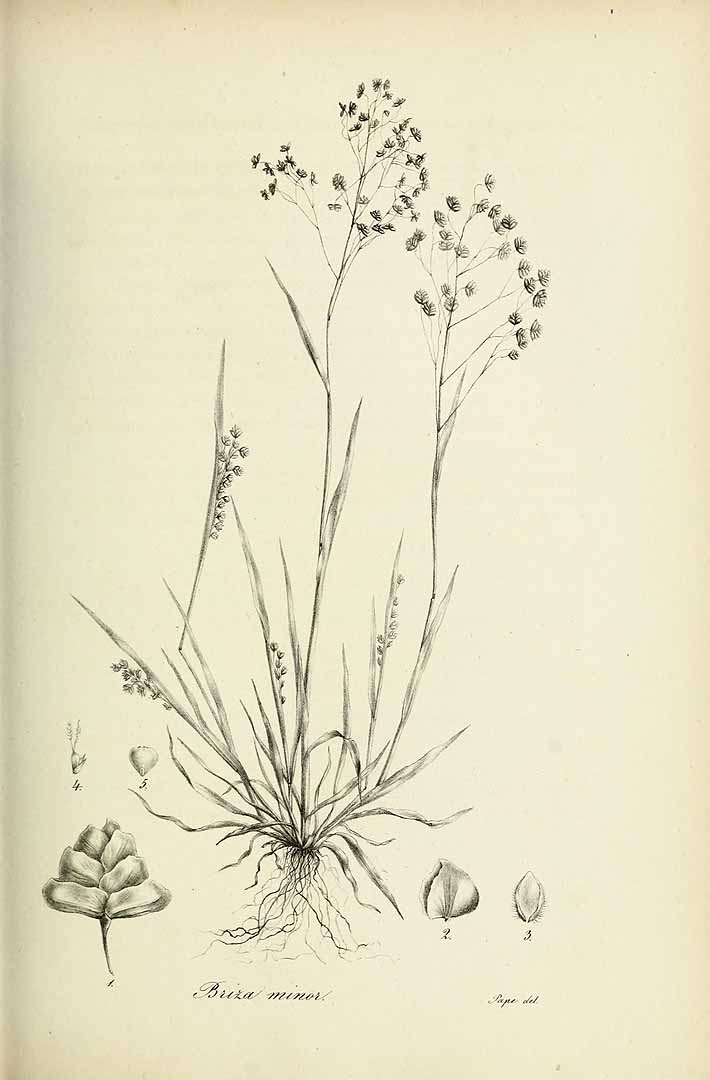
Illustration des Kleinen Zittergrases (Briza minor) aus Species graminum, Band 3

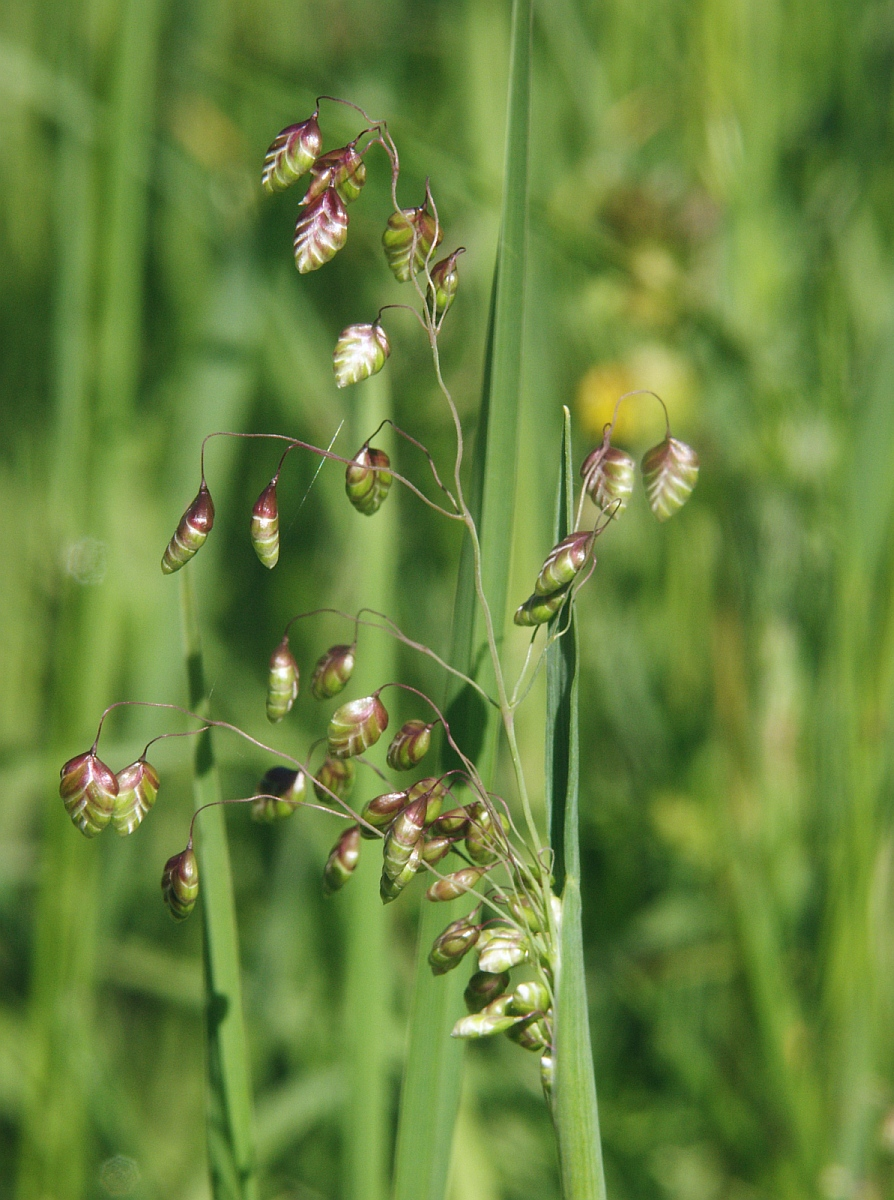
Blütenstand des Gewöhnlichen Zittergrases (Briza media)

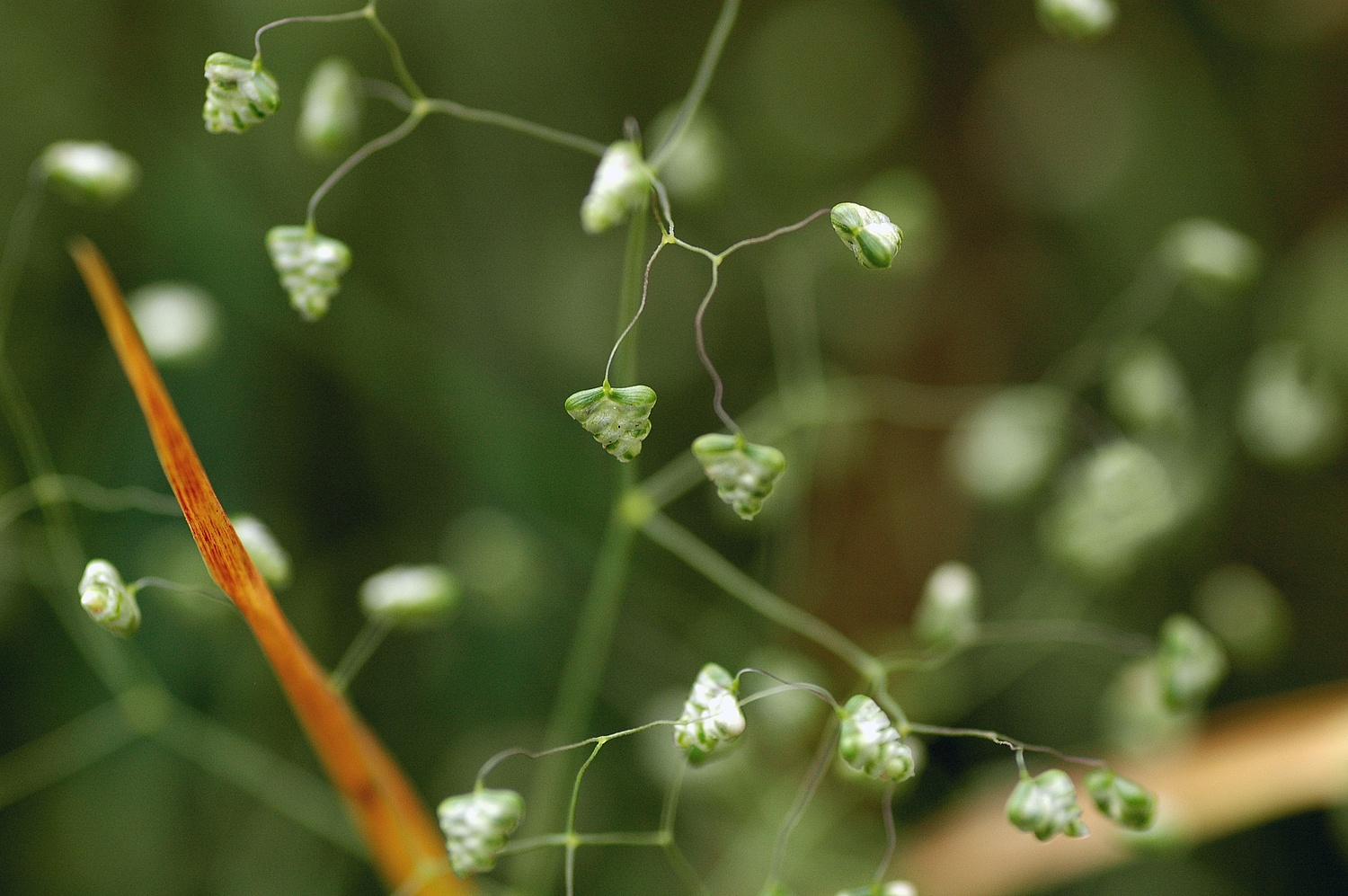
Kleines Zittergras (Briza minor)

### Vegetative Merkmale
Bei Zittergras-Arten handelt es sich um einjährige oder ausdauernde krautige Pflanzen. Sie bilden meist Horste unterschiedlicher Größe und trocknen nach der Samenbildung ab. Die einfachen Blattspreiten sind flach und linealisch bis breit-linealisch. 

### Generative Merkmale
In offenen rispigen Blütenständen stehen auf schlanken Stielen die Ährchen. Charakteristisch sind die eiförmigen bis runden, oft am Grund herzförmigen, seitlich abgeflachten bis kugligen Ährchen. Die Ährchen enthalten mehrere bis viele Blüten. Da sie an relativ dünnen Stielen stehen, hängen sie häufig herab und zittern bei der geringsten Windbewegung; dies hat der Gattung ihren Trivialnamen Zittergras eingebracht. Bei einigen Arten sind die Blütenstände so dekorativ, dass man sie als Zierpflanzen kultiviert.
Die Hüll- und Deckspelzen stehen waagerecht ab. Die drei- bis fünfnervigen und breit berandeten Hüllspelzen sind viel kürzer als die Ährchen und schmal eiförmig bis rundlich. Die rundlichen bis eiförmigen, an der Spitze meist abgerundeten und am Grunde oft herzförmigen Deckspelzen überlappen sich dicht. Sie sind fünf- bis elfnervig und normalerweise deutlich hohl, oft auch leicht gekielt. Die Vorspelzen sind etwas kleiner als die Deckspelzen und lanzettlich bis rundlich. Ihr Kiel ist leicht geflügelt.

## Systematik und Verbreitung
Die Gattung Briza wurde 1753 durch Carl von Linné aufgestellt. Synonyme für Briza L. sind: Tremularia Heist. ex Fabr., Calosteca Desv. orth. var., Chondrachyrum Nees, Brizochloa V.Jirásek & Chrtek, Macrobriza (Tzvelev) Tzvelev.
Seit 2011 werden nur noch fünf Arten zur Gattung Briza gerechnet:
- Briza humilis M. Bieb.: Sie kommt in Südosteuropa vor.
- Briza marcowiczii Woronow: Sie kommt von der nordwestlichen Türkei bis zum westlichen Kaukasusraum vor.[1]
- Großes Zittergras (Briza maxima L.): Das Verbreitungsgebiet ist Makaronesien und der Mittelmeerraum. Es ist in Russland, Großbritannien, Nordamerika, Japan und Australien ein Neophyt.[1]
- Gewöhnliches Zittergras (Briza media L.): Das weite Verbreitungsgebiet reicht von Europa über Sibirien bis China.[1]
- Kleines Zittergras (Briza minor L.): Das Verbreitungsgebiet reicht von Makaronesien über den Mittelmeerraum bis zum Iran.[1] Es ist auch eine Zierpflanze und kommt in Mitteleuropa selten und unbeständig verwildert vor.[2]

Zahlreiche früher zur Gattung Briza gestellte Arten wurden 2010/2011 in die Gattung Chascolytrum eingeordnet (Auswahl):
- Briza ambigua Hackel => Chascolytrum ambiguum (Hack.) Essi, Longhi-Wagner & Souza-Chies
- Briza erecta Lam. => Chascolytrum erectum (Lam.) Desv.
- Briza lamarckiana Nees => Chascolytrum lamarckianum (Nees) Matthei
- Briza rufa (J.Presl) Steud. => Chascolytrum rufum J.Presl

## Belege
- Sheng-lian Lu, Sylvia M. Phillips: Briza. In:  Wu Zheng-yi, Peter H. Raven, Deyuan Hong (Hrsg.): Flora of China. Volume 22: Poaceae. Science Press / Missouri Botanical Garden Press, Beijing / St. Louis 2006, ISBN 1-930723-50-4, S. 256 (englisch)., PDF-Datei, online.
- Walter Erhardt, Erich Götz, Nils Bödeker, Siegmund Seybold: Der große Zander. Enzyklopädie der Pflanzennamen. Band 2. Arten und Sorten. Eugen Ulmer, Stuttgart 2008, ISBN 978-3-8001-5406-7.
- Hans Joachim Conert: Briza. In: Hans Joachim Conert (Hrsg.): Illustrierte Flora von Mitteleuropa. Begründet von Gustav Hegi. 3., völlig neubearbeitete Auflage. Band I, Teil 3: Spermatophyta: Angiospermae: Monocotyledones 1(2). Poaceae (Echte Gräser oder Süßgräser). Parey Buchverlag, Berlin 1998, ISBN 3-8263-2868-X, S. 504–508 (erschienen in Lieferungen 1979–1998 – 7. Lieferung, 1994).
- Thomas Gaskell Tutin: Briza L. In: T. G. Tutin, V. H. Heywood, N. A. Burges, D. M. Moore, D. H. Valentine, S. M. Walters, D. A. Webb (Hrsg.): Flora Europaea. Volume 5: Alismataceae to Orchidaceae (Monocotyledones). Cambridge University Press, Cambridge 1980, ISBN 0-521-20108-X, S. 173 (englisch, eingeschränkte Vorschau in der Google-Buchsuche).